# Lisett Stuppy
Lisett Stuppy (* 7. Januar 1988 in Kirchheimbolanden) ist eine deutsche Politikerin (Bündnis 90/Die Grünen). Seit 2021 ist sie Abgeordnete im Landtag Rheinland-Pfalz.

## Leben
Stuppy besuchte zunächst die Grundschule Gutenbergschule in Göllheim und dann das Nordpfalzgymnasium in Kirchheimbolanden, wo sie 2007 ihr Abitur machte. Anschließend studierte sie ab 2007 Sozialwissenschaften an der Technischen Universität Kaiserslautern. Sie schloss ihr Studium 2011 mit dem Bachelor ab (Schwerpunkt Politikwissenschaft). Daraufhin war sie von 2011 bis 2012 als Mitarbeiterin der grünen Fraktion im Landtag Rheinland-Pfalz tätig. Von 2012 bis 2021 arbeitete sie im Ministerium für Wirtschaft, Verkehr, Landwirtschaft und Weinbau Rheinland-Pfalz.
Stuppy ist römisch-katholisch, ledig und hat zwei Kinder. Sie wohnt in Rüssingen.

## Politik
Stuppy ist seit 2004 Mitglied der Grünen. Seit 2009 ist sie Mitglied im Kreistag des Donnersbergkreises, wo sie seit 2019 als Fraktionsvorsitzende fungiert. Seit 2016 ist sie Mitglied des erweiterten Landesvorstandes von Bündnis 90/Die Grünen Rheinland-Pfalz. Seit 2018 ist sie Mitglied im Verbandsgemeinderat Göllheim; dort ist sie seit 2019 Fraktionsvorsitzende. Bei der Landtagswahl in Rheinland-Pfalz 2021 kandidierte sie im Wahlkreis Donnersberg, verpasste jedoch zunächst den Einzug in den Landtag. Allerdings rückte sie gleich zu Beginn der Legislaturperiode, am 18. Mai 2021, für Anne Spiegel in den Landtag nach.
Funktionen als Landtagsabgeordnete

Bei ihrer politischen Arbeit für die Landtagsfraktion ist sie seit 2021 Sprecherin für die Themen Familie, Frauen, ländliche Räume und Verbraucherschutz. Seit dem Jahr 2023 ist sie zusätzlich für das Thema Ernährung zuständig.
Im Rahmen ihres Amtes der Abgeordneten im rheinland-pfälzischen Landtag sitzt sie im Ausschuss für Gleichstellung und Frauen sowie im Ausschuss für Familie, Jugend, Integration und Verbraucherschutz. Darüber hinaus ist sie Schriftführende Abgeordnete der Grünen-Fraktion. Als Grünen-Abgeordnete ist sie zudem seit September 2021 Mitglied des Landesjugendhilfeausschusses (Landesjugendamt Mainz) und seit November 2021 Mitglied des Landesbeirates für Migration und Integration (Ministerium für Familie, Frauen, Kultur und Integration, Mainz).